# Monofiziták
A monofiziták vagy miafiziták olyan keresztények, akik csak egyetlen természetet fogadnak el Krisztusban. Elutasítják Krisztusnak a khalkédóni zsinat által 451-ben elfogadott két (diafizita) természetét és nézetük alapján Krisztusnak csak egy, isteni lényege van.

## Etimológia
A monofizitizmus kifejezés a görög monosz (μόνος) és phüszisz (φύσις), 'egyetlen természet' szavakból tevődik össze. 
A mia (μία) szintén "egy"-et jelent.

## Történetük
Az első monofiziták Laodikeiai Apollinarisz († 390) és követői voltak (lásd: apollinarizmus), a 4. század végén. Krisztus egységét állították néhány anti-ariánussal szemben. Túlzott különbséget tettek az isteni és az emberi természet között, azt állítva, hogy Krisztusnak csak egyetlen természete van, „konkrét természet és tevékenységi forrás” értelemben, amennyiben a lélektől (szellemi princípiumtól) megfosztott isteni Logosz felvette az emberséget.
Apollinarisz tételét elítélték, de meghatározását, hogy a „megtestesült Isten-Logosznak egyetlen a természete”, Kürillosz - Nesztoriosszal folytatott vitájában - átvette, sőt a híres Tizenkét anatéma (430) alapjául is megtette. Kürillosz az egyedi természetet (phüszisz) a maga konkrét valóságában fogta fel, a hiposztázissal, vagyis a személlyel egyenlőnek tekintve.
445 körül Eutükhész konstantinápolyi apát a kürilloszi meghatározás alapján Nesztoriosszal szemben azt állította, hogy Krisztus személyében lévő két természet olyannyira egységet alkot, hogy emberi természete feloldódott az isteni természetben. Ezt a tanítást Theodorétosz az Eranisztészben - Eutükhész nevének említése nélkül - megcáfolta, mivel Krisztus emberségét alábecsülte.
448-ban egy konstantinápolyi zsinaton Eutükhész tagadta, hogy Krisztus emberségét Apollinariszhoz és Valentinoszhoz hasonlóan elutasítaná, s azt állította, hogy Krisztus nem „homoúsziosz” (=egylényegű) velünk, és hogy az egyesülés előtti két természet az egyesülés után egyetlen természet lett. Eutükhész gondolata inkább homályos, mint téves, de a zsinat elítélte, mivel tagadta Krisztus valóságos emberségét.
A monofizita tanításokat nagyszámú szerzetes és hívő tette magáévá, annak ellenére, hogy a khalkédóni zsinat és nyomán több más zsinat is elítélte. A császárok között is volt olyan, aki szimpatizált a monofizitizmussal, így az irányzat hol elfogadott, hol megtűrt, hol üldözött lett. Elsősorban keleten: Kis-Ázsiában, majd a Közel-Keleten és Egyiptomban terjedt el. A zsinati elitélések hatására ugyanakkor eltűnt az európai területek keresztény közösségeiből.
A válságból fakadó egyházak ma is léteznek: összefoglalóan antikhalkédóni egyházakként hivatkoznak rájuk, de inkább függetlenségükhöz, mint a szorosan vett monofizita hithez ragaszkodnak: Etióp ortodox egyház, Eritreai ortodox egyház, Indiai ortodox egyház, Kopt ortodox egyház, örmény apostoli ortodox egyház, ciliciai katolikatosz, Jeruzsálemi Örmény Patriarchátus, Konstantinápolyi örmény patriarchátus, Szír ortodox egyház, Szír malankara ortodox egyház.
A monofiziták közül kisebb csoportok csatlakoztak a római egyházhoz, például a kopt katolikusok, szír-malankárok, örmény katolikusok.

## További irodalom
- Lippay Lajos: A keleti egyházak, Szent István Társulat, Budapest, 1934
- Timkó Imre: Keleti kereszténység, keleti egyházak, Szent István Társulat, Budapest, 1971